# Amyella lineata
Amyella lineata is een platworm (Platyhelminthes). De worm is tweeslachtig. De soort leeft in het zoute water.
Het geslacht Amyella, waarin de platworm wordt geplaatst, wordt tot de familie Amyellidae gerekend. De wetenschappelijke naam van de soort werd voor het eerst geldig gepubliceerd in 1922 door Bock.